# Dicranomyia (Neoglochina) grossa
Dicranomyia (Neoglochina) grossa is een tweevleugelige uit de familie steltmuggen (Limoniidae). De soort komt voor in het Neotropisch gebied.